# Hammarsland
Hammarsland is een plaats in de Noorse gemeente Øygarden, provincie Vestland. Hammarsland telt 409 inwoners (2007) en heeft een oppervlakte van 0,35 km².